# 旗民不通婚
旗民不通婚，亦稱旗汉不通婚、满汉不通婚、旗民不结亲等，指的是清朝旗人甚少与民人互為結親的习俗。因常以满洲人指代旗人，故直到今天，民间仍然习惯称这段历史为“满汉不通婚”。

## 背景
清朝從無禁止旗民結親的法令，在入關之初還提倡二者結親。清太宗之女建宁公主下嫁明朝降将平西王吴三桂之子吴应熊，肃亲王豪格女下嫁明朝降将镇南王耿仲明之孙耿精忠；其滿洲官民娶漢人之女實係為妻者，方准其娶。而清朝皇帝妃嬪中漢姓者不少，除了高階妃嬪可證多來自漢軍八旗或旗鼓佐領外，其他貴人以下嬪妃如常在、答應、官女子其戶籍多不可考，光緒季年，德宗曾降旨，令滿漢通婚。但“满汉不通婚”卻依舊成為滿洲，尤其是上層婚嫁習俗的不成文之規矩。之所以如此，以下幾點原因頗為關鍵：
- 民族矛盾：清初滿洲統治者推行“剃髮、易服、圈地、占房、投充、逃人”六大弊政，激起漢族人民的不滿，激化了民族矛盾，故而從情感上，兩族人民不具備通婚的條件[4]。
- 選秀女：清朝皇帝定期從八旗女子中選擇秀女，進而篩選皇后、妃。只有經選秀女落選後，旗家女子才能自行嫁娶[5]。故而選秀女勢必也會對旗民結親產生一定影響[4]。
- 房產利益：八旗子弟由朝廷負責撥給旗地、房屋。為了對八旗產業給予保護，朝廷不允許旗人將地產典賣於民人[6]，俗稱“旗民不交產”[7]。眾所周知，在古代，地產的繼承是一個家族的大事，旗民若廣泛結親必然要涉及到地產繼承問題，所以二者一旦通婚，“旗民不交產”這一政令必然會導致諸多麻煩，故這一政令客觀上限制了旗民通婚[8]。
- 法律地位：清代旗民不同刑，旗人有一定程度的法律豁免權。例如正身旗人犯充軍、流刑罪者有免發遣以枷號代替的特權[9]。在這種情況下，旗民若廣泛通婚，旗人將失去法律特權[8]。
- 民族習慣：漢人女子有纏足的習俗，在旗人看來不利於勞動生產；而旗家女子是天足，這也不符當時漢族男子“三寸金蓮”的審美觀[8]。

故清朝時期雖無法令不准旗民結親，但由於政治、經濟、文化等不同原因造成所谓的“满汉不通婚”。這一不成文的習俗直到光緒二十七年（1901年）十二月二十三日，由慈禧太后發布懿旨，才算正式破除。

## 影响
在此风俗之影响下，绥远和西安的满洲旗人200年来未与外族通婚；但杭州等一些关内驻防地区的旗人却有许多与民人结亲的例子。主要以旗人男子聘娶民人女子者为多，却极少有旗人女子嫁给民人男子的例子。旗男因贫困无力迎娶旗女者，通常会转而选择富裕的民人家庭，而民人也欲以此抬高自身地位，故二者一拍即合。旗人世家则较少有与民人通婚者，但也存在特例。而相比之下，汉军旗人因本是汉人，与民人历来通婚较广，乾隆帝亦曾表示“毋庸禁止”汉军旗人与民人之间的结亲。